# Vince Neil
Vincent Neil Wharton (Hollywood, 8 de fevereiro de 1961), mais conhecido como Vince Neil, é o vocalista da banda de hard rock norte-americana Mötley Crüe, em hiato desde seu último show em 31 de dezembro de 2015.
Neil foi descoberto enquanto tocava com sua banda cover, Rock Candy em 1980, e juntou-se ao Mötley Crüe em 1981. Neil havia sido amigo de Tommy Lee na escola (uma vez Vince morou na van de Lee, então os pais de Tommy o convidaram a morar com eles, e Vince dormiu ao lado da cama do Tommy). O Mötley Crüe estava procurando um vocalista na época e ficaram impressionados com Neil, após ouvi-lo através de Lee, não só pelas habilidades vocais mas também pelo jeito que ele levava com as mulheres. O Mötley Crüe lançou seu primeiro álbum, Too Fast for Love, no mesmo ano. Em 1983, lançou Shout at the Devil, que tornou a banda um dos maiores sucessos do Rock 'n' Roll.
Em 1984 Vince Neil foi preso acusado por dirigir embriagado e assassinato por negligencia cujo causa a morte de um amigo (Razzle Dingley - Baterista do Hanoi Rocks).
Vince também perdeu a sua filha Skylar Lynnae Neil em 1995, que morreu de câncer aos 4 anos.

## Discografia

### Álbuns solo
| Título            | Lançamento                                                             | Posições | Posições | Posições | Posições    |
| Título            | Lançamento                                                             | EUA      | US Rock  | US Indie | Reino Unido |
| ----------------- | ---------------------------------------------------------------------- | -------- | -------- | -------- | ----------- |
| Exposed           | - Data de lançamento: 27 de abril de 1993 - Gravadora: Warner Bros.    | 13       | -        | -        | 44          |
| Carved in Stone   | - Data de lançamento: 12 de setembro de 1995 - Gravadora: Warner Bros. | 139      | -        | -        | -           |
| Tattoos & Tequila | - Data de lançamento: 22 de junho de 2010 - Etiqueta: Eleven Seven     | 57       | 14       | 7        | -           |

### Álbuns ao vivo
- Live at the Whisky: One Night Only (2003)

### com Mötley Crüe
- Too Fast for Love (1981)
- Shout at the Devil (1983)
- Theatre of Pain (1985)
- Girls, Girls, Girls (1987)
- Dr. Feelgood (1989)
- Generation Swine (1997)
- New Tattoo (2000)
- Saints of Los Angeles (2008)

### Solo
| Título                                        | Lançamento | Posições    | Álbum             |
| Título                                        | Lançamento | Reino Unido | Álbum             |
| --------------------------------------------- | ---------- | ----------- | ----------------- |
| "You're Invited (But Your Friend Can't Come)" | 1992       | 63          | Exposed           |
| "Sister of Pain"                              | 1993       | —           | Exposed           |
| "Can't Change Me"                             | 1993       | —           | Exposed           |
| "Can't Have Your Cake"                        | 1993       | —           | Exposed           |
| "Skylar's Song"                               | 1995       | —           | Carved in Stone   |
| "The Crawl"                                   | 1995       | —           | Carved in Stone   |
| "Promise Me"                                  | 2005       | —           | non-album single  |
| "Tattoos and Tequila"                         | 2010       | —           | Tattoos & Tequila |
| "—" indica uma gravação que não foi traçada.  |            |             |                   |

### Como convidado
| Título                                          | Lançamento | Posições        | Posições           | Álbum                                          |
| Título                                          | Lançamento | Country dos EUA | US Country Airplay | Álbum                                          |
| ----------------------------------------------- | ---------- | --------------- | ------------------ | ---------------------------------------------- |
| "Home Sweet Home" (Justin Moore com Vince Neil) | 2014       | 28              | 30                 | Outlaws de Nashville: um tributo a Mötley Crüe |